# Кристанги
Кристанги (также кристаны, порт. cristãos — христиане, самоназвание «gente cristang») — группа народностей смешанного азиатско-португальского происхождения, расселённая дисперсно в бывших португальских владениях в Азии. Исповедуют католичество, традиционное занятие — ловля рыбы, в особенности креветок.
Возникновению кристангов способствовали смешанные браки португальских конкистадоров и купцов с туземными женщинами (как правило, наложницами и рабынями), а также деятельность католических миссионеров в XVI—XVIII веках, в период великих географических открытий и расцвета португальской колониальной империи. Родным языком кристангов стал креолизированный малайско-португальский язык, ныне почти исчезнувший в результате эмиграции или ассимиляции кристангов в автохтонную среду в результате процесса деколонизации. Язык также иногда именуется кристанг, распавшийся на ряд диалектов, имеющих зачастую разную субстратную базу. Тем не менее, кристанги стойко сохраняют свою религию (католичество).
В период ослабления португальской колониальной империи кристанги преследовались голландскими и британскими интервентами как неблагонадёжные элементы. В ряде мест (Восточный Тимор) кристанги организовали успешное сопротивление как новым колонизаторам, так и возродившейся национальной элите (мусульманской или индуистской). Небольшие общины кристангов до сих пор сохраняются в некоторых областях Индии, Шри-Ланки, Малайзии и Индонезии. Малаккский креольский в Малайзии, на котором прежде говорили в католической общине кристангов, был также известен под названием папья-кристанг, то есть «христианская речь».